# Pascalis (Québec)
Pour les articles homonymes, voir Pascalis.

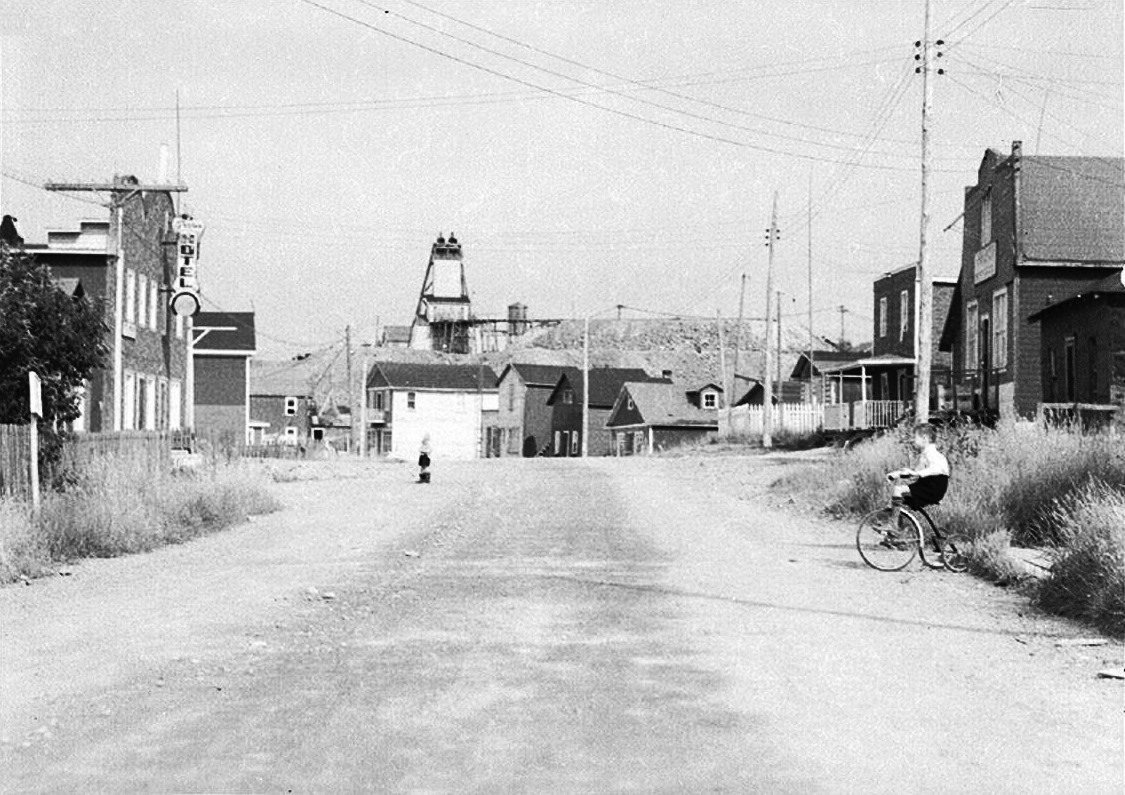
Village de Pascalis avec la mine à l’arrière-plan, en Abitibi, vers 1940. Photo : Paul Carpentier.

Pascalis, fondé en 1939, est un village minier au nord de Val-d’Or, au Québec, Canada. Il a connu un essor l’essor rapide et au déclin tout aussi rapide. Électrifiés et dotés de nombreux établissements commerciaux, Pascalis et le village voisin, Perron, recensent 1 600 habitants en 1942. Cependant en juillet 1944, un feu de forêt dévaste entièrement le village et devient un village fantôme.